# Phyllophaga imprima
Phyllophaga imprima är en skalbaggsart som beskrevs av Ivan T. Sanderson 1951. Phyllophaga imprima ingår i släktet Phyllophaga och familjen Melolonthidae. Inga underarter finns listade i Catalogue of Life.